# Ma manda
Pour les articles homonymes, voir Sauk.
Le ma manda ou sauk est une langue finisterre parlée en Papouasie-Nouvelle-Guinée.